# Пилипенко, Иван Исакович
Пилипенко Иван Исакович (16 октября 1937, с. Чёрная Каменка, Черкасская область — 1 августа 2014, Киев) — президент всеукраинской профессиональной общественной организации «Союз аудиторов Украины», член Аудиторской палаты Украины, заслуженный экономист Украины, академик Академии экономических наук, доктор экономических наук, профессор, ректор Национальной академии статистики, учёта и аудита Госкомстата Украины.

## Биография
В 1965 году окончил Украинскую сельскохозяйственную академию по специальности «Экономика и организация сельского хозяйства».
Автор более 100 научных работ, посвященных актуальным вопросам развития экономики, статистики, учёта и аудита. Член редколлегии многих журналов. За последние годы издал ряд учебных пособий для студентов высших учебных заведений, в частности: «Ценные бумаги в Украине» (2001), «Основы бухгалтерского учёта по международным стандартам» (2001), «Экономический анализ в аудите финансовой отчетности» (2002), «Аудит. Методика документирования» (2003), «Финансы» (2004), «Недвижимость Украины» (2005), «Стандарты аудита и этики» (2007) и др.
Награждён орденом Октябрьской Революции, двумя орденами Трудового Красного Знамени , 4 медалями (среди которых серебряная Георгиевская медаль «Честь. Слава. Труд») и высшей наградой города Киева — нагрудным знаком «Знак почёта».